# Acianthera yauaperyensis
Acianthera yauaperyensis là một loài phong lan.

## Hình ảnh

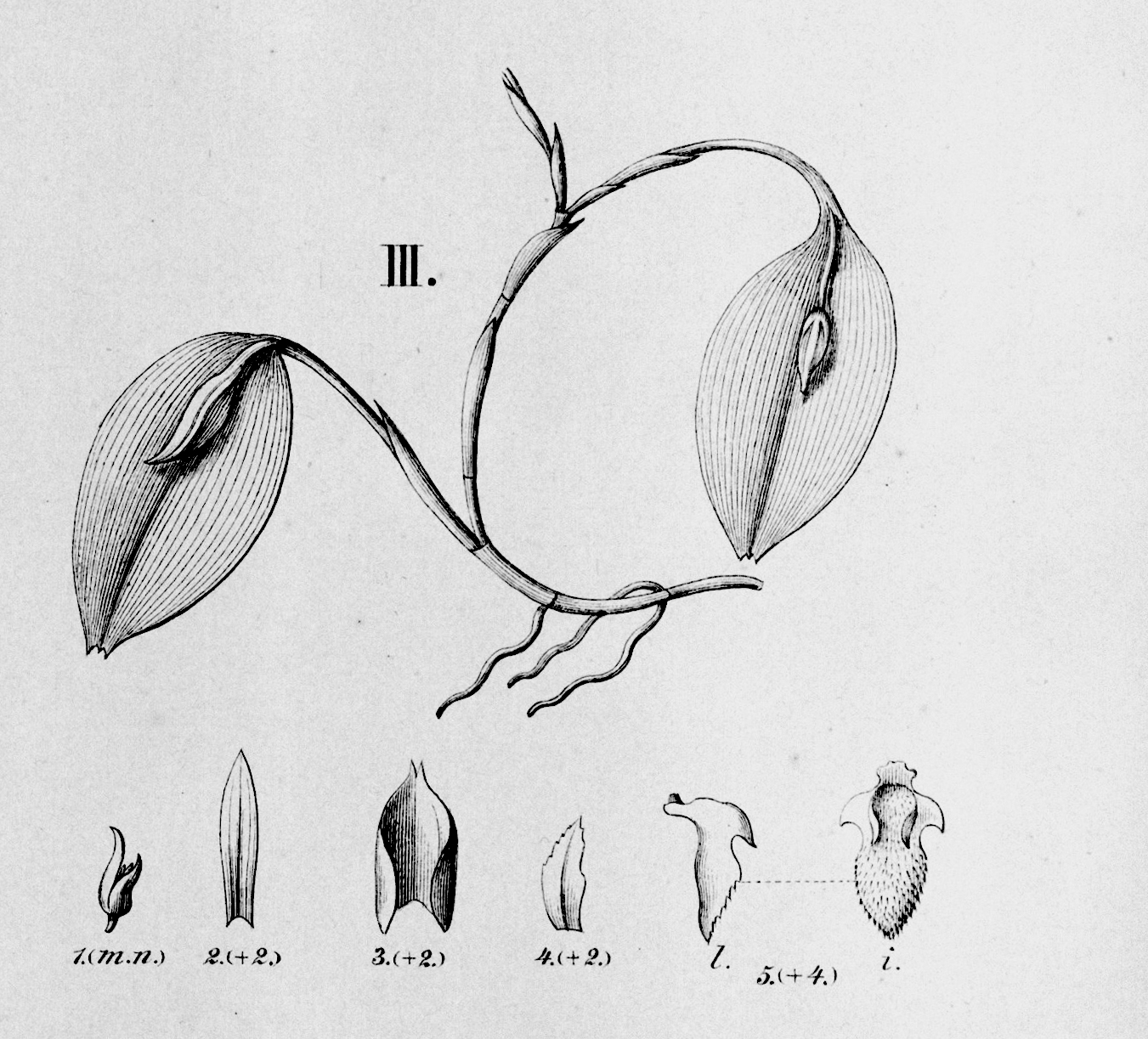
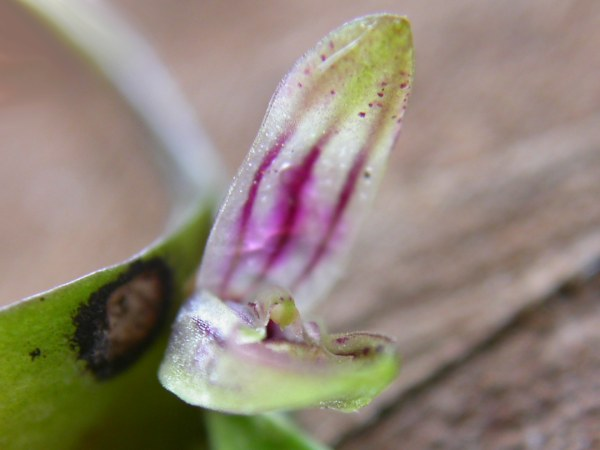
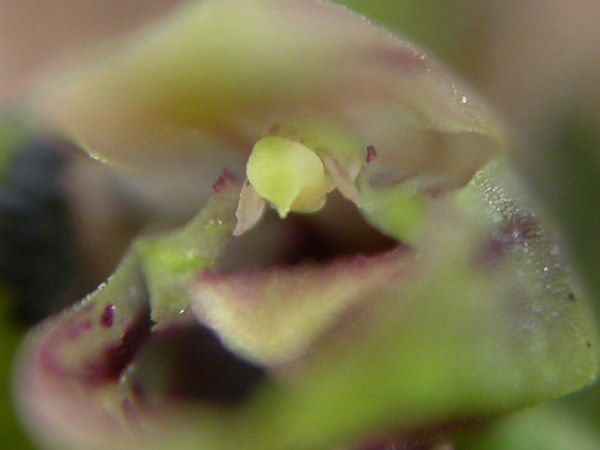
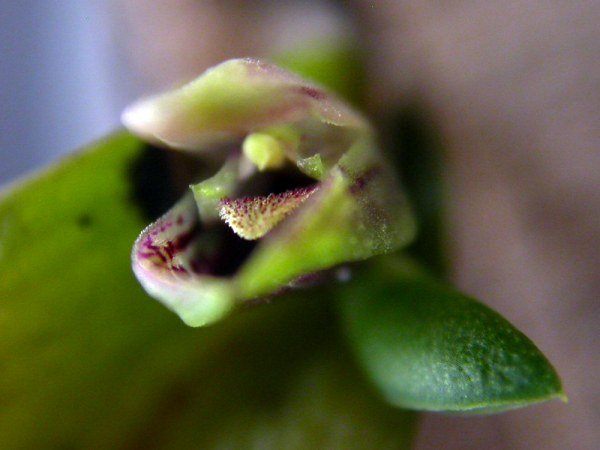